# Claire Fita
Claire Fita, née le 31 décembre 1976 à Toulouse, est une femme politique française, membre du Parti Socialiste (PS).

## Biographie

### Enfance et formation
Claire Fita est issue d'une famille de réfugiés républicains espagnols.
Elle est diplômée de l'Institut d'études politiques de Toulouse (promotion 1997) et ancienne élève de l’Institut régional d'administration (IRA) de Nantes (promo 2000). Elle a ensuite travaillé comme cadre de la fonction publique.

### Carrière
Elle s'engage au Parti socialiste en 2002.
Elle commence comme conseillère municipale, de 2008 à 2024, puis adjointe, jusqu'en 2016, à la mairie de Graulhet (Tarn), sa ville d'origine,,.
Lors des élections législatives de 2017, elle est candidate sur la deuxième circonscription du Tarn comme candidate du Parti socialiste et est soutenue par le Parti radical de gauche (PRG). Elle arrive 4ème à l'issue du premier tour avec 12,98 % des votes exprimés et ne peut donc pas se maintenir au second tour.
Elle est élue conseillère régionale d'Occitanie en 2016  sur la liste de Carole Delga et devient vice-présidente de la Région Occitanie en charge de la Culture pour tous, patrimoine et langues régionales, de 2016 à 2024. Elle abandonne la vice-présidence pour devenir députée européenne en 2024 sous l'étiquette du Parti socialiste (PS), sur la liste d'alliance avec Place publique menée par Raphaël Glucksmann,. Elle siège au sein du groupe Alliance progressiste des socialistes et démocrates au Parlement européen et est membre de la Commission des affaires économiques et monétaires.
En 2023, elle est l'une des premières signataires du Texte d'orientation n°3 (TO3) "Refondation !" animé par Nicolas Mayer-Rossignol en vue du Congrès de Marseille,,. L'élue occitane soutien ce texte au même titre que Carole Delga, présidente de la région Occitanie et que Michaël Delafosse, maire de Montpellier. Ce congrès sera marqué par la synthèse des résultats qui permettra à Olivier Faure d'être désigné premier secrétaire du Parti. Lors du vote pour le premier secrétaire, Nicolas Mayer-Rossignol obtient 63,5% des voix en Occitanie.
En 2024, elle appelle a voter pour le Nouveau Front Populaire (NFP).
Au sein du Parti socialiste, elle est secrétaire de la section de Graulhet.
En 2025, elle soutient le TOC "Changer pour gagner !" pour le Congrès de Nancy toujours animé par Nicolas Mayer-Rossignol et toujours sur cette ligne d'opposition à la direction sortante. Le TOC est largement plébiscité dans le Tarn où il récolte 68,73% des suffrages des militants contre 23,94% pour le TOA d'Olivier Faure et 7,34% pour le TOB de Boris Vallaud. Cette tendance est largement suivi dans le reste de la région. Le TOC arrive en tête avec 58% des suffrages des militants occitans.